# Quiriego
Quiriego é um município do estado de Sonora, no México.